# Bootleg Family Band
Pour les articles homonymes, voir Bootleg.
Bootleg Family Band est un groupe australien de folk, R&B et rock créé par Brian Cadd et Ron Tudor en 1972 à Melbourne.
En novembre 2016, le groupe a sorti son premier album studio intitulé Bulletproof.

## Discographie

### Albums
- Novembre 2016 : Bulletproof (avec Brian Cadd)

### EP
- Février 1975 : The Bootleg Family Band Extended Play

### Singles
- Février 1973 : Your Mama Don't Dance / Honky Tonk Woman #5
- Juin 1973 : Wake Up Australia / Ballad of Billy Clover
- Juillet 1974 :  The Shoop Shoop Song (It's in His Kiss) / Walking Home in the Morning #10
- Février 1975 : Green Door / Kenny #98
- Octobre 1975 : How Do I Try? / Rockin' Hollywood [comme The Bootleg Band] #60